# Markus Kleinheinz
Markus Kleinheinz (* 27. August 1976) ist ein österreichischer Rodelsportler, der für Österreich bisher an zwei Olympischen Winterspielen im Einsitzerwettbewerb teilnahm.

## Karriere
Der 1,80 m große Zeitsoldat des österreichischen Bundesheeres wohnt in Neustift im Stubaital und startet für den Sportverein Igls. Der Tiroler nahm bisher an zwei Olympischen Winterspielen teil und belegte dabei die Plätze fünf (Nagano 1998) und acht (Salt Lake City 2002). Nach einem positiven Dopingtest im Mai 2000 wurde er für zwei Jahre gesperrt. Bei Weltmeisterschaften errang er 2005 den fünften und 2003 den sechsten Platz im Einsitzer. Im Rodel-Weltcup erreichte er mehrere Podestplätze (Rang 1 bis 3) bei Einzelrennen sowie den Gesamtweltcupsieg in der Saison 2002/03. Weitere gute Plätze im Gesamtweltcup belegte er 2005 (3. Platz) und 2004 (5. Platz).

## Erfolge

### Olympische Winterspiele
- 8. Platz in Salt Lake City 2002
- 5. Platz in Nagano 1998

### Weltmeisterschaften
- 5. Platz WM 2005
- 6. Platz WM 2003

### Rodel-Weltcup
- 1. Platz Gesamt-WC 2002/03
- 3. Platz Gesamt-WC 2004/05
- 5. Platz Gesamt-WC 2003/04

### Sonstige Erfolge
- 7. Platz EM 2000
- 1. Platz ÖM 2005

### Weltcupsiege
Einzel
| Nr. | Datum         | Ort       | Bahn                                 |
| --- | ------------- | --------- | ------------------------------------ |
| 1.  | 15. Dez. 2002 | Altenberg | Rennschlitten- und Bobbahn Altenberg |
| 2.  | 14. Dez. 2004 | Altenberg | Rennschlitten- und Bobbahn Altenberg |
| 3.  | 27. Dez. 2005 | Altenberg | Rennschlitten- und Bobbahn Altenberg |

## Auszeichnungen (Auszug)
- 2003: Goldenes Ehrenzeichen für Verdienste um die Republik Österreich